# Daniel Fry
Daniel William Fry (n. 19 iulie 1908, Verdon Township, Minnesota – d. 20 decembrie 1992, Alamogordo, New Mexico) a fost un contactat american care a susținut că a avut mai multe întâlniri cu un extraterestru și că a călătorit într-o navă spațială extraterestră comandată de la distanță pe 4 iulie 1949.